# Наван (Онтаріо)

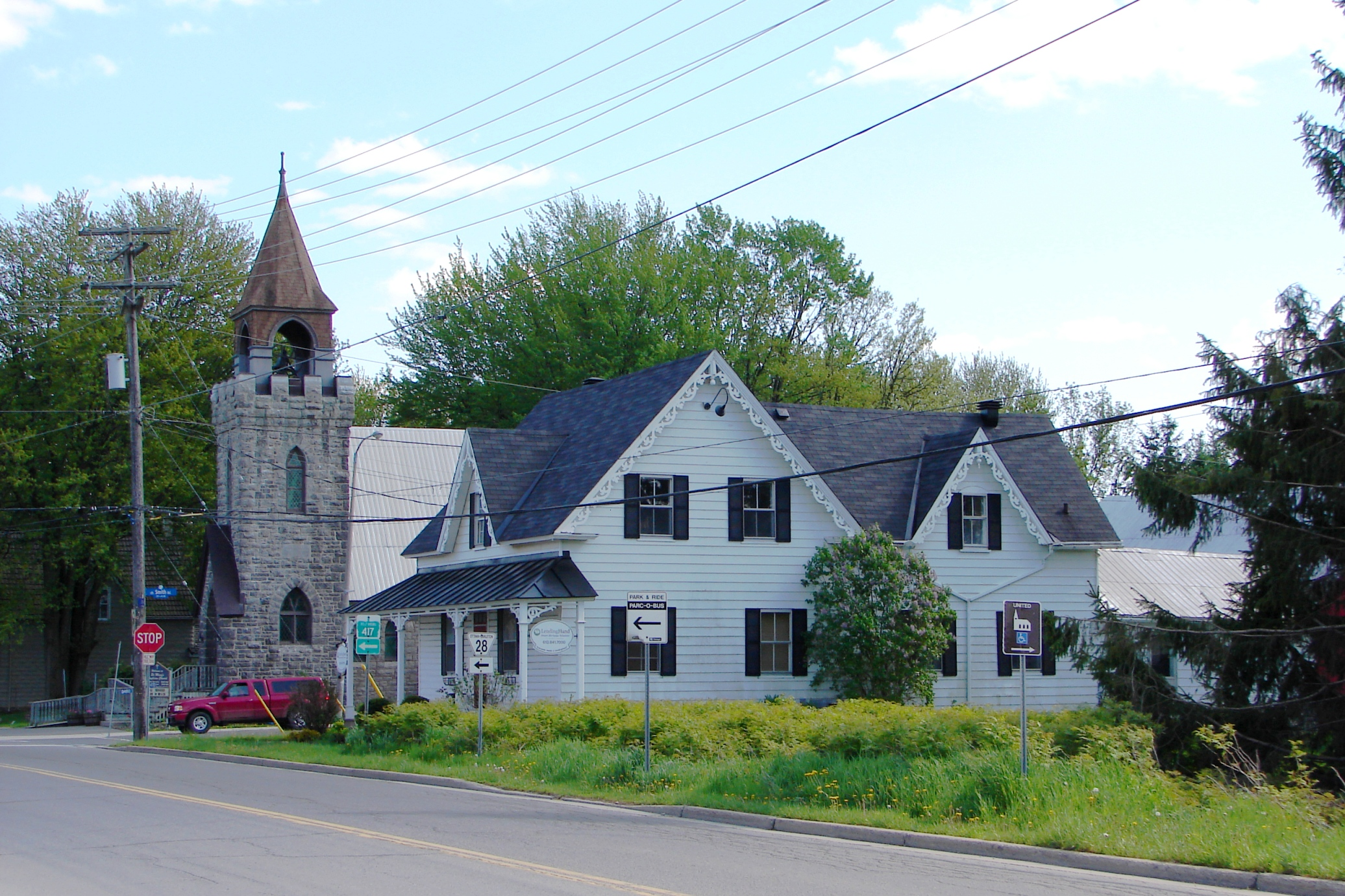
Наван

Наван — це сільська громада в окрузі Камберленд в Оттаві, Онтаріо, Канада. Він розташований в південно-східній частині приміського району Орлінз. До злиття з містом в 2001 році, Наван був частиною міста Камберленд. Він був названий на честь міста Наван в Ірландії.
Наван знаходиться приблизно в 20 км на схід від Оттави, а центром громади є перехрестя Колоніал-Роуд (Оттавська дорога № 28) та Трім-Роуд.
Близькість Навана до передмістя Орлінз означає, що він швидко перетворюється на передмістя Оттави. В окрузі мешкає близько 3025 людей (Канадський перепис 2006 року).
Щороку влітку, зазвичай у серпні відбувається Наванський ярмарок на ярмарковій площі поблизу Колоніал-Роуд. Ярмарок містить атракціони, живу музику, торговельні намети, дербі, виставки, паради, і різноманітні шоу. Перший ярмарок відбувся у 1946 році. Вхідна платня у перший рік ярмарку становила 35 центів для дорослих, 25 центів для дітей та 25 центів для автомобілів.

## Відомі пам'ятки
- Gambino's Ends
- Універмаг JT Bradley's, побудований в 1898 році, відновлений у 1949 році після того, як він згорів у 1948 році.
- Наванський Меморіальний Центр і Арена, побудовані  1955 року та повністю перебудовані в 1982 році після того, як 1955 будівлю було визнано небезпечною.
- Парківка-термінал OC Transpo (у Меморіальному центрі)
- Наванський керлінг-клуб, відкритий в 1990 році.
- Публічна школа Херітідж, офіційно відкрита 5 вересня 2006 року на заміну публічної школи Медоув'ю, яку було  закрито 2004 року.
- Будинок Шоу, розташований у північно-західному куті Трім--Роуд та Сміт-Роуд — історична будівля, побудована в 1876 році.
- Куполи, встановлені на ярмарковій площі: спочатку використовувався для папської меси, коли папа Іван Павло II відвідав Канаду.[2]
- Англіканська церква Св. Марії, побудована з місцевого вапняку і завершена в 1898 році
- Об'єднана церква Наван-Варс 1926 року

## Громадський транспорт у Навані

### OC Transpo
- Маршрут 202 Orleans
- Маршрут 202 Cumberland
- Маршрут 231 Albert and Bay
- Маршрут 231 Sarsfield

Всі маршрути ходять від 1 до 3 разів на день, зазвичай лише вранці та ввечері